# Ecoturism

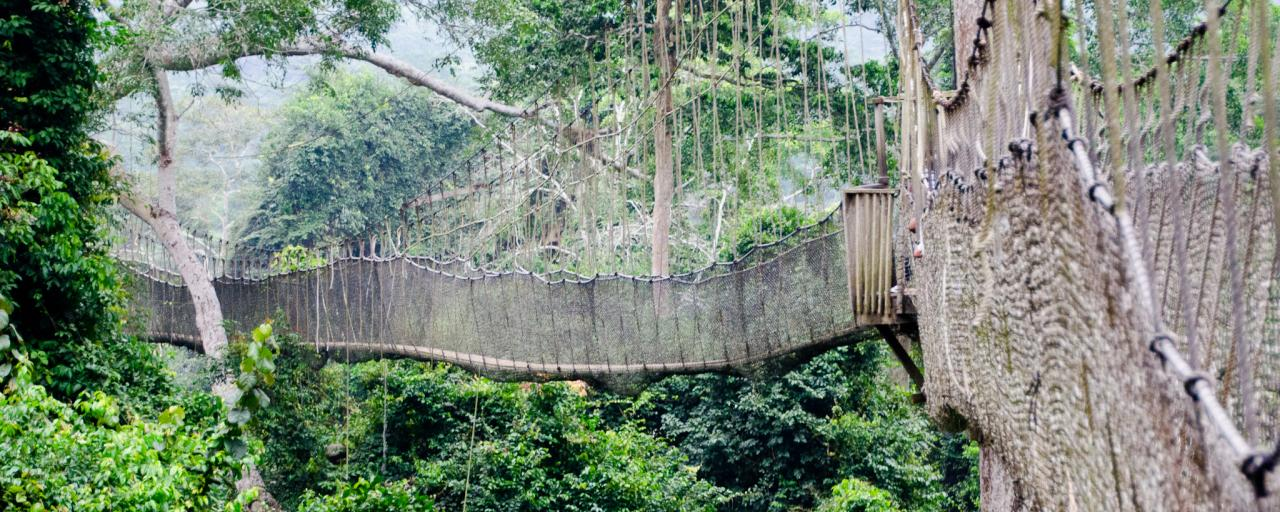
O pasarelă în Parcul Național Kakum din Ghana, care garantează că turiștii au cel mai mic impact asupra mediului înconjurător. Parcul a primit premiul Global Tourism for Tomorrow în 1998.

Odată cu intrarea în mileniul trei, devenim tot mai conștienți de complexitatea, fragilitatea și valoarea inestimabilă a planetei noastre. În același timp, turismul tinde să devină o expresie tot mai populară a acestei conștiințe. Datorită evoluției transporturilor și tehnologiei informației, tot mai multe zone îndepărtate au devenit accesibile, fapt ce a contribuit la o ascensiune rapidă a turismului în arii naturale. Drept urmare este tot mai evident că dezvoltarea turismului în arii naturale sensibile, în absența unui management corespunzător, poate prezenta o amenințare pentru integritatea ecosistemelor și a comunităților locale. Un număr tot mai mare de vizitatori în zone fragile din punct de vedere ecologic poate duce la o degradare puternică a mediului. De asemenea, comunitățile locale și cultura indigenă pot fi influențate negativ de afluxul crescut de vizitatori străini cu un stil de viață modern. În plus, schimbările climatice, instabilitatea economică și condițiile politico-sociale pot face din turism o afacere riscantă, mai ales în zonele puternic dependente de această activitate economică. Constatăm că ascensiunea turismului creează numeroase oportunități atât pentru conservare cât și pentru bunăstarea comunităților locale. Ca răspuns la interesul crescut pentru cunoașterea naturii, dar și la semnalele de alarmă venite din cele mai îndepărtate colțuri ale lumii, s-a conturat treptat o nouă etică a călătoriei numită ecoturism. Ecoturismul poate furniza veniturile atât de necesare pentru protejarea parcurilor naționale și a altor arii naturale, venituri care nu ar putea fi obținute din alte surse. De asemenea, ecoturismul poate constitui o alternativă viabilă de dezvoltare economică pentru comunitățile cu puține activități generatoare de venit. Mai mult, ecoturismul poate spori nivelul de educație și conștiință al turiștilor, transformându-i în susținători entuziaști ai conservării mediului natural și cultural.

## Definitii
Una dintre primele defintii ale ecotursimului întâlnite în literatura de specialitate este cea dată în anul 1988, în cadrul Programului din Belize initiat de Rio Bravo Conservation & Management Area: „ecoturismul este o formă de turism cu impact scăzut asupra mediului, bazat pe aprecierea acestuia si unde se depune un efort constient în vederea reinvestirii unei părti adecvate din venituri pentru conservarea resurselor pe care se bazează. Este o formă de turism durabil si care asigură beneficii populatiei locale”.
Societatea Internatională de Ecoturism (TIES) Arhivat în 19 decembrie 2010, la Wayback Machine. a elaborat în 1991 o definitie mai succintă: „călătoria responsabilă în arii naturale, care conservă mediul si sustine bunăstarea populatiei.”
În 1996, Uniunea Mondială pentru Conservarea Naturii (IUCN)  formulează propria definitie astfel:
„Ecoturismul este călătoria responsabilă fată de mediu în zone naturale relativ nealterate, cu scopul aprecierii naturii (si a oricăror atractii culturale trecute si prezente), care promovează conservarea, are un impact negativ scăzut si asigură o implicare socio-economică activă si aducătoare de beneficii pentru populatia locală.”
Definitia ecoturismului adoptată si promovată de Asociatia de Ecoturism din România:
„Ecoturismul este o formă de turism în care principala motivatie a turistului este observarea si aprecierea naturii si a traditiilor locale direct legate de natură.”
Hector Ceballos-Lascurain a promovat termenul de „ecoturism” în Iulie 1983, pe când era atât Director General al Standardelor si Tehnologiei Generale în cadrul SEDUE (Ministerul Mexican al Dezvoltării Urbane si Ecologiei) si membru fondator al PRONATURA (o ONG mexicană conservatoare cu influentă. PRONATURA făcea lobby pentru conservarea mlastinilor din nordul Yucatanului ca fiind habitate de hrănire si reproducere a Falmingoului American Totusi termenul a fost folosit mai înainte de Claus-Dieter (Nick) Hetzer, un academician si aventurier din cadrul Forumului International din Berkeley CA, consemnând termenul în 1965 si conducând primele ecotururi în Yucatan la începutul anilor 1970.
Ecoturismul trebuie să îndeplinească următoarele conditii:
1. Conservarea si protectia naturii;
2. Folosirea resurselor umane locale;
3. Caracter educational, respect pentru natură prin constientizarea turistilor si a comunitătilor locale;
4. Impact negativ minim asupra mediului natural, cultural si social.
Punctul de vedere al specialiștilor Catedrei de Turism Servicii, din Facultatea de Comerț, a Academiei de Studii Economice din București  Arhivat în 3 septembrie 2011, la Wayback Machine. - membri ai Centrului Academic de Cercetari în Turism Servicii(CACTUS), vis a vis de aceasta formă de turism este: “Ecoturismul este o formă de turism desfășurată în arii naturale, al cărui scop îl reprezintă cunoașterea și aprecierea naturii și culturii locale, care presupune măsuri de conservare și asigură o implicare activă, generatoare de beneficii pentru populația locală”.(Puiu Nistoreanu & colectiv – Ecoturism și turism rural, Editura ASE, București, 2003, pg.76) Arhivat în 11 mai 2010, la Wayback Machine.

## Principii
Ecoturismul este o componentă a turismului durabil. Întrucât ecoturismul a fost initial doar o idee si nu o disciplină, multe organizatii l-au promovat fără a-i cunoaste principiile de bază. Eforturi pentru stabilirea unor principii si criterii de acreditare recunoscute pe plan international au fost initiate încă din anul 1990, dar procesul a evoluat foarte încet, dată fiind diversitatea domeniilor, experientielor si regiunilor implicate.
Societatea Internatională de Ecoturism a publicat în 1993 un set de recomandări: „Ecotourism Guidelines for Tour Operators”, care au fost acceptate de către reprezentanti ai industriei turistice, ONG-uri si specialisti din întreaga lume.

### Principiile ecoturismului
1. Ecoturismul se desfăsoară în cadrul naturii si se bazează pe experienta directă si personală a turistilor în natură.
2. Ecoturismul contribuie la o mai bună întelegere, apreciere si bucurie de a descoperi si ocroti natura si cultura locală traditională, atât pentru vizitatori cât si pentru comunitatea locală.
3. Ecoturismul oferă cele mai bune practici de turism si planificare din punct de vedere al conservării naturii si dezvoltării durabile. Produsul ecoturistic se desfăsoară si este condus astfel încât să protejeze si să pună în valoare mediul natural si cultural în care se desfăsoară.
4. Ecoturismul contribuie în mod pozitiv la protejarea ariilor naturale. Ecoturismul oferă modalităti practice pentru bunul management si protectia ariilor naturale (spre exemplu oferirea ajutorului financiar în actiunile de reabilitare a ariilor naturale, strângerea deseurilor lăsate de turisti sau contributii îndreptate către organizatiile de conservare).
5. Ecoturismul oferă contributii durabile privind dezvoltarea comunitătilor locale. Beneficiile locale pot proveni din folosirea ghizilor locali, cumpărarea de bunuri si servicii locale si folosirea facilitătilor locale.
6. Ecoturismul trebuie să asigure o reducere a impactului negativ asupra comunitătii locale vizitate si să contribuie la conservarea culturii si traditiilor locale. Activitătile de ecoturism oferă în acelasi timp contributii constructive pe termen lung acestor comunităti.
7. Ecoturismul trebuie să răspundă asteptărilor turistilor. Potentialii eco-turisti au un nivel înalt de educatie si de asteptări, asadar gradul de satisfacere legat de produsul ecoturistic este esential.
8. Marketingul pentru ecoturism oferă clientilor informatii complete si responsabile care conduc la cresterea respectului pentru mediul natural si cultural al zonelor vizitate si a gradului de satisfacere a turistilor.

## Profilul turistului în arii naturale

### Motivațiile călătoriei
Natura (flora, fauna, relieful) este principala motivație a ecoturiștilor. Ei nu vor numai să o vadă, ci și să o experimenteze și să învețe despre ea. Ei sunt interesați și de istorie, de alte culturi, le place să participe la diverse activități în aer liber și apreciază oportunitatea de a întâlni oameni noi.

### Activități preferate
Ecoturiștii participă la o gamă foarte largă de activități, de la observarea și înțelegerea naturii (vizitarea parcurilor naționale, observarea vieții sălbatice), la activități orientate mai mult sau mai puțin spre aventură și activități cu specific cultural - istoric. Ei sunt în căutarea noului, a unor experiențe care să le îmbogățească viața.

### Modalități de cazare
Ecoturiștii preferă facilități de cazare cu confort mediu sau chiar de bază, cum sunt cortul, cabana, motelul, pensiunea sau hanul.